# Riachuelo (Chile)
Riachuelo es una localidad del sur de Chile perteneciente a la comuna de Río Negro, en la Región de Los Lagos Se ubica aproximadamente a 14 km al suroeste de la ciudad de Río Negro. Según el censo 2017, tiene una población de 801 habitantes.
Se trata de un pueblo con muchas casas antiguas de gran data. Para acceder a la localidad, desde Osorno se puede tomar la carretera real (correspondiente actualmente a la Ruta U-72); y desde la comuna de Río Negro se puede acceder por la calle Pedro Aguirre Cerda. Al final de esta calle se encontrara con dicha localidad. 
Durante el siglo XIX e inicios del siglo XX, el río Negro era utilizado desde Riachuelo como una vía navegable y medio de comunicación y transporte hacia las ciudades de Río Negro, u Osorno.  
Entre 1891 y 1928 fue cabecera de la comuna de Riachuelo.  
Esta pequeña comunidad cuenta con un colegio público que imparte enseñanza pre-básica y media técnico-profesional.